# بيدرو ميغيل أوليفيرا كوريا
بيدرو ميغيل أوليفيرا كوريا (3 نوفمبر 1988 - ) هو لاعب كرة قدم برتغالي في مركز الهجوم.

## وصلات خارجية
- بيدرو ميغيل أوليفيرا كوريا على موقع Soccerway.com (الإنجليزية)